# Gwangdeok-myeon
Gwangdeok-myeon (koreanska: 광덕면)  är en socken i Sydkorea. Den ligger i stadsdistriktet Dongnam-gu i staden Cheonan i provinsen Södra Chungcheong, i den centrala delen av landet, 100 km söder om huvudstaden Seoul.